# Denny Landzaat
Denny Landzaat (Amsterdam, 6 maggio 1976) è un ex calciatore olandese, di ruolo centrocampista, assistente di Henk ten Cate all'Al-Ittihad.

## Carriera

### Giocatore

#### Club
Cresciuto nella scuola calcio dell'Ajax, ha esordito proprio con i Lancieri. Nelle tre stagioni successive ha giocato al MVV Maastricht, per trasferirsi nel 1999 al Willem II, dove è rimasto quattro stagioni e dove ha segnato 38 gol.
Nel 2003 è stato comprato dal più quotato AZ Alkmaar, che gli ha dato la possibilità di mettersi in luce in ambito europeo (vedi la semifinale di Coppa UEFA raggiunta nel 2005). Il 18 luglio 2006 è stato messo sotto contratto dagli inglesi del Wigan Athletic.
Nel gennaio 2008 è ritornato in patria, al Feyenoord, squadra di Rotterdam. Nell'agosto 2010, svincolato, passa al Twente con il quale l'8 maggio 2011 vince la sua seconda KNVB beker contro l'Ajax.
Dopo 87 presenze e 6 gol complessivi con il Twente, decide di lasciare il calcio giocato nel 2013 all'età di 37 anni.

#### Nazionale
Landzaat ha esordito in Nazionale nel 2001, quando era al Willem II.
Era tra i 30 preconvocati della Nazionale olandese di Marco van Basten per il campionato d'Europa 2008, ma è stato escluso il 16 maggio dai 23 convocati definitivi.

### Allenatore
Dal 2014 fa parte dello staff tecnico dell'AZ Alkmaar come assistente nella seconda e prima squadra allenata da Marco van Basten e poi da John van den Brom. Nel 2018 diventa assistente di Giovanni van Bronckhorst al Feyenoord Rotterdam, altra sua ex squadra. Il 30 ottobre 2019, con le dimissioni del tecnico Jaap Stam e l'arrivo di Dick Advocaat, viene rimosso dall'incarico. Il 4 novembre seguente viene ingaggiato come assistente di Henk ten Cate, nuovo allenatore dell'Al-Ittihad in Arabia Saudita.

## Statistiche

### Presenze e reti nei club
Statistiche aggiornate al 12 maggio 2013.
| Stagione              | Squadra               | Campionato            | Campionato | Campionato | Coppe nazionali | Coppe nazionali | Coppe nazionali | Coppe continentali | Coppe continentali | Coppe continentali | Altre coppe | Altre coppe | Altre coppe | Totale | Totale |
| Stagione              | Squadra               | Comp                  | Pres       | Reti       | Comp            | Pres            | Reti            | Comp               | Pres               | Reti               | Comp        | Pres        | Reti        | Pres   | Reti   |
| --------------------- | --------------------- | --------------------- | ---------- | ---------- | --------------- | --------------- | --------------- | ------------------ | ------------------ | ------------------ | ----------- | ----------- | ----------- | ------ | ------ |
| 1995–1996             | Ajax                  | ED                    | 1          | 0          | CO              | 0               | 0               | UCL                | 1                  | 0                  |             |             |             | 2      | 0      |
| 1996–1997             | MVV Maastricht        | 2.D                   | 34         | 2          | CO              | 0               | 0               | -                  | -                  | -                  | -           | -           | -           | 34     | 2      |
| 1997–1998             | MVV Maastricht        | ED                    | 34         | 4          | CO              | 1               | 0               | -                  | -                  | -                  | -           | -           | -           | 35     | 4      |
| 1998–1999             | MVV Maastricht        | ED                    | 34         | 4          | CO              | 1               | 0               | -                  | -                  | -                  | -           | -           | -           | 35     | 4      |
| Totale MVV Maastricht | Totale MVV Maastricht | Totale MVV Maastricht | 102        | 10         |                 | 2               | 0               |                    |                    |                    |             |             |             | 104    | 10     |
| 1999–2000             | Willem II             | ED                    | 25         | 3          | CO              | 0               | 0               | UCL                | 3                  | 0                  | -           | -           | -           | 28     | 3      |
| 2000–2001             | Willem II             | ED                    | 33         | 12         | CO              | 0               | 0               | -                  | -                  | -                  | -           | -           | -           | 33     | 12     |
| 2001–2002             | Willem II             | ED                    | 34         | 16         | CO              | 0               | 0               | -                  | -                  | -                  | -           | -           | -           | 34     | 16     |
| 2002–2003             | Willem II             | ED                    | 34         | 5          | CO              | 0               | 0               | -                  | -                  | -                  | -           | -           | -           | 34     | 5      |
| 2003–2004             | Willem II             | ED                    | 13         | 2          | CO              | 0               | 0               | -                  | -                  | -                  | -           | -           | -           | 13     | 2      |
| Totale Willem II      | Totale Willem II      | Totale Willem II      | 139        | 38         |                 | 0               | 0               |                    | 3                  | 0                  |             |             |             | 142    | 38     |
| gen. 2004             | AZ Alkmaar            | ED                    | 17         | 3          | CO              | 0               | 0               | -                  | -                  | -                  | -           | -           | -           | 17     | 3      |
| 2004–2005             | AZ Alkmaar            | ED                    | 33         | 10         | CO              | 0               | 0               | CU                 | 13                 | 4                  | -           | -           | -           | 46     | 14     |
| 2005–2006             | AZ Alkmaar            | ED                    | 29         | 9          | CO              | 0               | 0               | CU                 | 8                  | 1                  | -           | -           | -           | 37     | 10     |
| Totale AZ Alkmaar     | Totale AZ Alkmaar     | Totale AZ Alkmaar     | 79         | 22         |                 | 0               | 0               |                    | 21                 | 5                  |             |             |             | 100    | 27     |
| 2006–2007             | Wigan                 | PL                    | 33         | 2          | FACup+CdL       | 1+0             | 0+0             | -                  | -                  | -                  | -           | -           | -           | 34     | 2      |
| 2007–2008             | Wigan                 | PL                    | 19         | 3          | FACup+CdL       | 0+0             | 0+0             | -                  | -                  | -                  | -           | -           | -           | 19     | 3      |
| Totale Wigan          | Totale Wigan          | Totale Wigan          | 52         | 5          |                 | 1               | 0               |                    |                    |                    |             |             |             | 53     | 5      |
| gen. 2008             | Feyenoord             | ED                    | 11         | 2          | CO              | 1               | 1               | -                  | -                  | -                  | -           | -           | -           | 12     | 3      |
| 2008–2009             | Feyenoord             | ED                    | 7+2        | 1+0        | CO              | 0               | 0               | CU                 | 1                  | 0                  | SO          | 1           | 0           | 11     | 1      |
| 2009–2010             | Feyenoord             | ED                    | 20         | 2          | CO              | 7               | 0               | -                  | -                  | -                  | -           | -           | -           | 27     | 2      |
| Totale Feyenoord      | Totale Feyenoord      | Totale Feyenoord      | 38+2       | 5+0        |                 | 8               | 1               |                    | 1                  | 0                  |             | 1           | 0           | 50     | 6      |
| 2010–2011             | Twente                | ED                    | 27         | 2          | CO              | 5               | 0               | UCL+UEL            | 6+6                | 1+1                | -           | -           | -           | 44     | 4      |
| 2011-2012             | Twente                | ED                    | 16+2       | 0+0        | CO              | 2               | 0               | UCL+UEL            | 3+6                | 0+1                | -           | -           | -           | 29     | 1      |
| 2012-2013             | Twente                | ED                    | 7          | 0          | CO              | 2               | 1               | UEL                | 5                  | 0                  | -           | -           | -           | 14     | 1      |
| Totale Twente         | Totale Twente         | Totale Twente         | 50+2       | 2+0        |                 | 9               | 1               |                    | 26                 | 3                  |             |             |             | 87     | 6      |
| Totale carriera       | Totale carriera       | Totale carriera       | 461+4      | 82+0       |                 | 20              | 2               |                    | 52                 | 8                  |             | 1           | 0           | 538    | 92     |

### Cronologia presenze e reti in nazionale
| Cronologia completa delle presenze e delle reti in nazionale ― Paesi Bassi | Cronologia completa delle presenze e delle reti in nazionale ― Paesi Bassi | Cronologia completa delle presenze e delle reti in nazionale ― Paesi Bassi | Cronologia completa delle presenze e delle reti in nazionale ― Paesi Bassi | Cronologia completa delle presenze e delle reti in nazionale ― Paesi Bassi | Cronologia completa delle presenze e delle reti in nazionale ― Paesi Bassi | Cronologia completa delle presenze e delle reti in nazionale ― Paesi Bassi | Cronologia completa delle presenze e delle reti in nazionale ― Paesi Bassi |
| Data                                                                       | Città                                                                      | In casa                                                                    | Risultato                                                                  | Ospiti                                                                     | Competizione                                                               | Reti                                                                       | Note                                                                       |
| -------------------------------------------------------------------------- | -------------------------------------------------------------------------- | -------------------------------------------------------------------------- | -------------------------------------------------------------------------- | -------------------------------------------------------------------------- | -------------------------------------------------------------------------- | -------------------------------------------------------------------------- | -------------------------------------------------------------------------- |
| 2-6-2001                                                                   | Tallinn                                                                    | Estonia                                                                    | 2 – 4                                                                      | Paesi Bassi                                                                | Qual. Mondiali 2002                                                        | -                                                                          |                                                                            |
| 15-8-2001                                                                  | Londra                                                                     | Inghilterra                                                                | 0 – 2                                                                      | Paesi Bassi                                                                | Amichevole                                                                 | -                                                                          |                                                                            |
| 6-10-2001                                                                  | Arnhem                                                                     | Paesi Bassi                                                                | 4 – 0                                                                      | Andorra                                                                    | Qual. Mondiali 2002                                                        | -                                                                          |                                                                            |
| 10-11-2001                                                                 | Copenaghen                                                                 | Danimarca                                                                  | 1 – 1                                                                      | Paesi Bassi                                                                | Amichevole                                                                 | -                                                                          |                                                                            |
| 27-3-2002                                                                  | Rotterdam                                                                  | Paesi Bassi                                                                | 1 – 0                                                                      | Spagna                                                                     | Amichevole                                                                 | -                                                                          |                                                                            |
| 19-5-2002                                                                  | Boston                                                                     | Stati Uniti                                                                | 0 – 2                                                                      | Paesi Bassi                                                                | Amichevole                                                                 | -                                                                          |                                                                            |
| 3-9-2004                                                                   | Utrecht                                                                    | Paesi Bassi                                                                | 3 – 0                                                                      | Liechtenstein                                                              | Amichevole                                                                 | 1                                                                          |                                                                            |
| 9-10-2004                                                                  | Skopje                                                                     | Macedonia                                                                  | 2 – 2                                                                      | Paesi Bassi                                                                | Qual. Mondiali 2006                                                        | -                                                                          |                                                                            |
| 13-10-2004                                                                 | Amsterdam                                                                  | Paesi Bassi                                                                | 3 – 1                                                                      | Finlandia                                                                  | Qual. Mondiali 2006                                                        | -                                                                          |                                                                            |
| 17-11-2004                                                                 | Barcellona                                                                 | Andorra                                                                    | 0 – 3                                                                      | Paesi Bassi                                                                | Qual. Mondiali 2006                                                        | -                                                                          |                                                                            |
| 9-2-2005                                                                   | Birmingham                                                                 | Inghilterra                                                                | 0 – 0                                                                      | Paesi Bassi                                                                | Amichevole                                                                 | -                                                                          |                                                                            |
| 26-3-2005                                                                  | Bucarest                                                                   | Romania                                                                    | 0 – 2                                                                      | Paesi Bassi                                                                | Qual. Mondiali 2006                                                        | -                                                                          |                                                                            |
| 30-3-2005                                                                  | Eindhoven                                                                  | Paesi Bassi                                                                | 2 – 0                                                                      | Armenia                                                                    | Qual. Mondiali 2006                                                        | -                                                                          |                                                                            |
| 4-6-2005                                                                   | Rotterdam                                                                  | Paesi Bassi                                                                | 2 – 0                                                                      | Romania                                                                    | Qual. Mondiali 2006                                                        | -                                                                          |                                                                            |
| 8-6-2005                                                                   | Helsinki                                                                   | Finlandia                                                                  | 0 – 4                                                                      | Paesi Bassi                                                                | Qual. Mondiali 2006                                                        | -                                                                          |                                                                            |
| 17-8-2005                                                                  | Rotterdam                                                                  | Paesi Bassi                                                                | 1 – 1                                                                      | Germania                                                                   | Amichevole                                                                 | -                                                                          |                                                                            |
| 3-9-2005                                                                   | Erevan                                                                     | Armenia                                                                    | 0 – 1                                                                      | Paesi Bassi                                                                | Qual. Mondiali 2006                                                        | -                                                                          |                                                                            |
| 8-10-2005                                                                  | Praga                                                                      | Rep. Ceca                                                                  | 0 – 2                                                                      | Paesi Bassi                                                                | Qual. Mondiali 2006                                                        | -                                                                          |                                                                            |
| 12-10-2005                                                                 | Amsterdam                                                                  | Paesi Bassi                                                                | 0 – 0                                                                      | Macedonia                                                                  | Qual. Mondiali 2006                                                        | -                                                                          |                                                                            |
| 12-11-2005                                                                 | Amsterdam                                                                  | Paesi Bassi                                                                | 1 – 3                                                                      | Italia                                                                     | Amichevole                                                                 | -                                                                          |                                                                            |
| 27-5-2006                                                                  | Rotterdam                                                                  | Paesi Bassi                                                                | 1 – 0                                                                      | Camerun                                                                    | Amichevole                                                                 | -                                                                          |                                                                            |
| 1-6-2006                                                                   | Eindhoven                                                                  | Paesi Bassi                                                                | 2 – 1                                                                      | Messico                                                                    | Amichevole                                                                 | -                                                                          |                                                                            |
| 4-6-2006                                                                   | Eindhoven                                                                  | Paesi Bassi                                                                | 1 – 1                                                                      | Australia                                                                  | Amichevole                                                                 | -                                                                          |                                                                            |
| 25-6-2006                                                                  | Lipsia                                                                     | Serbia e Montenegro                                                        | 0 – 1                                                                      | Paesi Bassi                                                                | Mondiali 2006 - 1º turno                                                   | -                                                                          |                                                                            |
| 16-6-2006                                                                  | Stoccarda                                                                  | Paesi Bassi                                                                | 2 – 1                                                                      | Costa d'Avorio                                                             | Mondiali 2006 - 1º turno                                                   | -                                                                          |                                                                            |
| 21-6-2006                                                                  | Francoforte sul Meno                                                       | Paesi Bassi                                                                | 0 – 0                                                                      | Argentina                                                                  | Mondiali 2006 - 1º turno                                                   | -                                                                          |                                                                            |
| 16-8-2006                                                                  | Dublino                                                                    | Irlanda                                                                    | 0 – 4                                                                      | Paesi Bassi                                                                | Amichevole                                                                 | -                                                                          |                                                                            |
| 2-9-2006                                                                   | Lussemburgo                                                                | Lussemburgo                                                                | 0 – 1                                                                      | Paesi Bassi                                                                | Qual. Euro 2008                                                            | -                                                                          |                                                                            |
| 6-9-2006                                                                   | Eindhoven                                                                  | Paesi Bassi                                                                | 3 – 0                                                                      | Bielorussia                                                                | Qual. Euro 2008                                                            | -                                                                          |                                                                            |
| 7-10-2006                                                                  | Sofia                                                                      | Bulgaria                                                                   | 1 – 1                                                                      | Paesi Bassi                                                                | Qual. Euro 2008                                                            | -                                                                          |                                                                            |
| 11-10-2006                                                                 | Amsterdam                                                                  | Paesi Bassi                                                                | 2 – 1                                                                      | Albania                                                                    | Qual. Euro 2008                                                            | -                                                                          |                                                                            |
| 15-11-2006                                                                 | Amsterdam                                                                  | Paesi Bassi                                                                | 1 – 1                                                                      | Inghilterra                                                                | Amichevole                                                                 | -                                                                          |                                                                            |
| 7-2-2007                                                                   | Amsterdam                                                                  | Paesi Bassi                                                                | 4 – 1                                                                      | Russia                                                                     | Amichevole                                                                 | -                                                                          |                                                                            |
| 24-3-2007                                                                  | Rotterdam                                                                  | Paesi Bassi                                                                | 1 – 1                                                                      | Romania                                                                    | Qual. Euro 2008                                                            | -                                                                          |                                                                            |
| 2-6-2007                                                                   | Seul                                                                       | Corea del Sud                                                              | 0 – 2                                                                      | Paesi Bassi                                                                | Amichevole                                                                 | -                                                                          |                                                                            |
| 6-6-2007                                                                   | Bangkok                                                                    | Thailandia                                                                 | 1 – 3                                                                      | Paesi Bassi                                                                | Amichevole                                                                 | -                                                                          |                                                                            |
| 26-3-2008                                                                  | Vienna                                                                     | Austria                                                                    | 3 – 4                                                                      | Paesi Bassi                                                                | Amichevole                                                                 | -                                                                          |                                                                            |
| 24-5-2008                                                                  | Rotterdam                                                                  | Paesi Bassi                                                                | 3 – 0                                                                      | Ucraina                                                                    | Amichevole                                                                 | -                                                                          |                                                                            |
| Totale                                                                     |                                                                            | Presenze                                                                   | 38                                                                         |                                                                            | Reti                                                                       | 1                                                                          |                                                                            |

## Palmarès

### Club
- Campionato olandese: 1

Ajax: 1995-1996
- Coppa dei Paesi Bassi: 2

Feyenoord: 2008
Twente: 2011